# 人民音樂
人民音樂（People's Music），是一本音樂領域的月刊，由中國音樂家協會在1950年創辦。

## 外部連結
- 《人民音樂》-中國期刊全文數據庫 （页面存档备份，存于）